# Раґхувір Сахай
Раґхувір Сахай (*रघुवीर सहाय, 9 грудня 1929 —30 грудня 1990) — індійський поет, літературний критик, журналіст.

## Біографія
Народився у 1929 роцы у м.Лакхнау. Навчався у місцевій школі. У 1946 році поступив до Лакхнауського університету. Тоді ж розпочав свою літературну діяльність. У 1951 році закінчив університет зі ступіню бакалавра з англійської літератури. Під час перебування в університеті починає працювати кореспондентом у молодіжній газеті «Daily Navajivan». Згодом стає заступником редактором та оглядачем з культурних подій. У 1951 році перебирається до Делі.
У 1951–1957 роках працює спочатку помічником редактора з культури, потім голову відділу новин Всеіндійського радіо. З 1969 до 1982 року обіймав посаду шеф-редактор суспільно-політичного щотижневика «Дінман». 1960-1980-ті роки стали часом плідної літературної діяльності Раґхувіра Сахая. У 1984 році отримує престижну літературну нагороду Академії Сахіт'я за поетичну збірку «Вони забули» 1982 року. Помирає у 1990 році у Делі.

## Творчість
В доробку є численні вірші, оповідки, есе. Найвідомішими є віршовані збірки «Друга октава», «На сходах на сонці», «Проти самогубства», «Деякі адреси, деякі букви», «Був момент», збірки оповідок «На шляху», збірки есе «Делі. Моя причина написання».